# Morris (Connecticut)
Morris és una població dels Estats Units a l'estat de Connecticut. Segons el cens del 2005 tenia 2.393 habitants.

## Demografia
Segons el cens del 2000, Morris tenia 2.301 habitants, 912 habitatges, i 640 famílies. La densitat de població era de 51,7 habitants/km².
Dels 912 habitatges en un 31,6% hi vivien nens de menys de 18 anys, en un 60,2% hi vivien parelles casades, en un 5,9% dones solteres, i en un 29,8% no eren unitats familiars. En el 24,5% dels habitatges hi vivien persones soles el 9,3% de les quals corresponia a persones de 65 anys o més que vivien soles. El nombre mitjà de persones vivint en cada habitatge era de 2,52 i el nombre mitjà de persones que vivien en cada família era de 3,03.
Per edats la població es repartia de la següent manera: un 24,6% tenia menys de 18 anys, un 4,9% entre 18 i 24, un 28,4% entre 25 i 44, un 27,9% de 45 a 60 i un 14,2% 65 anys o més.
L'edat mediana era de 41 anys. Per cada 100 dones de 18 o més anys hi havia 96,8 homes.
La renda mediana per habitatge era de 58.050 $ i la renda mediana per família de 63.293 $. Els homes tenien una renda mediana de 49.063 $ mentre que les dones 37.279 $. La renda per capita de la població era de 29.233 $. Aproximadament el 3,4% de les famílies i el 6,3% de la població estaven per davall del llindar de pobresa.